# Niederländische Cricket-Nationalmannschaft in Neuseeland in der Saison 2021/22
Die Tour der niederländischen Cricket-Nationalmannschaft nach Neuseeland in der Saison 2021/22 fand vom 25. März bis zum 4. April 2022 statt. Die internationale Cricket-Tour war Bestandteil der Internationalen Cricket-Saison 2021/22 und umfasste drei One-Day Internationals und ein Twenty20. Die ODIs waren Teil der ICC Cricket World Cup Super League 2020–2023. Neuseeland gewann die ODI-Serie mit 3–0, während die Twenty20-Serie 0–0 unentschieden endete.

## Vorgeschichte
Neuseeland bestritt zuvor eine Tour gegen Südafrika, die Niederlande gegen Afghanistan in Katar. Das letzte Aufeinandertreffen der beiden Mannschaften bei einer Tour fand in der Saison 2019/20 in Bangladesch statt.

## Stadien
Die folgenden Stadien wurden für die Tour als Austragungsort vorgesehen.
| Stadion         | Stadt           | Kapazität | Spiele      |
| --------------- | --------------- | --------- | ----------- |
| University Oval | Dunedin         | 6.000     | 1. ODI      |
| Seddon Park     | Hamilton        | 10.000    | 2. & 3. ODI |
| Bay Oval        | Mount Maunganui | 10.000    | 1. T20      |

## Kaderlisten
Die Niederlande benannte seine Kader am 23. Februar 2022.
Neuseeland benannte seine Kader am 15. März 2022.
| ODI | ODI | Twenty20 | Twenty20 |
| Neuseeland | Niederlande | Neuseeland | Niederlande |
| --- | --- | --- | --- |
| - Tom Latham (K, wk) - Doug Bracewell - Michael Bracewell - Mark Chapman - Colin de Grandhomme - Martin Guptill - Matt Henry - Kyle Jamieson - Henry Nicholls - Ish Sodhi - Ross Taylor - Blair Tickner - George Worker - Will Young | - Pieter Seelaar (K) - Shariz Ahmad - Philippe Boissevain - Bas de Leede - Aryan Dutt - Scott Edwards - Clayton Floyd - Brandon Glover - Boris Gorlee - Fred Klaassen - Ryan Klein - Stephan Myburgh - Max O’Dowd - Michael Rippon - Vikramjit Singh - Logan van Beek | - Tom Latham (K, wk) - Doug Bracewell - Michael Bracewell - Mark Chapman - Dane Cleaver (wk) - Colin de Grandhomme - Martin Guptill - Matt Henry - Scott Kuggeleijn - Ben Sears - Ish Sodhi - Blair Tickner - Will Young | - Pieter Seelaar (K) - Shariz Ahmad - Philippe Boissevain - Bas de Leede - Aryan Dutt - Scott Edwards - Clayton Floyd - Brandon Glover - Boris Gorlee - Fred Klaassen - Ryan Klein - Stephan Myburgh - Max O’Dowd - Michael Rippon - Vikramjit Singh - Logan van Beek |

## Tour Matches
| 17. März Scorecard | Napier | New Zealand XI 280-8 (50)          | – | Niederlande 117-4 (29.1) |
|                    |        | New Zealand XI gewinnt mit 42 Runs |   |                          |

| 19. März Scorecard | Napier | Niederlande 214-9 (50)               | – | New Zealand XI 215-6 (42.1) |
|                    |        | New Zealand XI gewinnt mit 4 Wickets |   |                             |

| 21. März Scorecard | Napier | New Zealand XI | – | Niederlande |
|                    |        | Abgesagt       |   |             |

## Twenty20 International in Mount Maunganui
| 25. März Scorecard | Mount Maunganui | Neuseeland | – | Niederlande |
|                    |                 | Abgesagt   |   |             |

Spiel wurde auf Grund von Regenfällen und nicht abtrocknendem Außenfeld abgesagt.

## One-Day Internationals

### Erstes ODI in Dunedin
| 29. März Scorecard | Dunedin | Niederlande 202 (49.4)           | – | Neuseeland 204-3 (38.3) |
|                    |         | Neuseeland gewinnt mit 7 Wickets |   |                         |

Die Niederlande gewannen den Münzwurf und entschieden sich als Schlagmannschaft zu beginnen. Für sie konnte Vikramjit Singh 19 Runs erzielen, bevor Michael Rippon und Kapitän Pieter Seelaar eine Partnerschaft über 80 Runs aufbauten. Nachdem Seelaar nach 43 Runs ausgeschieden war, konnten Logan van Beek 14 Runs und Philippe Boissevain 15 Runs an der Seite von Rippon erreichen. Rippon verlor das letzte Wicket der Niederländer nach einem Half-Century über 67 Runs. Beste neuseeländische Bowler waren Blair Tickner mit 4 Wickets für 50 Runs und Kyle Jamieson mit 3 Wickets für 45 Runs. Für Neuseeland konnte Eröffnungs-Batter Henry Nicholls mit dem dritten Schlagmann Will Young eine Partnerschaft über 162 Runs erzielen. Nicholls schied nach einem Fifty über 57 Runs aus, während Young die Vorgabe der Niederländer einholte und dabei ein Century über 103* Runs aus 114 Bällen erreichte. Bester Bowler für die Niederlande war Michael Rippon mit 2 Wickets für 32 Runs. Als Spieler des Spiels wurde Will Young ausgezeichnet.

### Zweites ODI in Hamilton
| 2. April Scorecard | Hamilton | Neuseeland 264-9 (50)           | – | Niederlande 146 (34.1) |
|                    |          | Neuseeland gewinnt mit 118 Runs |   |                        |

Die Niederlande gewannen den Münzwurf und entschieden sich als Feldmannschaft zu beginnen. Für Neuseeland konnte von den Eröffnungs-Battern Henry Nicholls 19 Runs erzielen. Erst der fünfte Schlagmann, Kapitän Tom Latham konnte sich etablieren. An seiner Seite erzielten Colin de Grandhomme 16 Runs, Doug Bracewell 41 Runs und Ish Sodhi 18 Runs erreichen. Latham beendete das Innings ungeschlagen mit einem Century über 140* Runs aus 123 Bällen. Beste niederländische Bowler waren Logan van Beek miz 4 Wickets für 56 Runs und Fred Klaassen mit 3 Wickets für 36 Runs. Die Niederlande verlor früh ihre beiden Eröffnungs-Batter, bevor sich Vikramjit Singh und Bas de Leede eine Partnerschaft über 77 Runs aufbauten. Singh schied nach 31 Runs aus und de Leede nach 37 Runs. Von den verbliebenen Battern konnte nur noch Michael Rippon mit 18 Runs eine zweistellige Run-Zahl erreichen. Bester Bowler für Neuseeland war Michael Bracewell mit 3 Wickets für 21 Runs. Als Spieler des Spiels wurde Tom Latham ausgezeichnet.

### Drittes ODI in Hamilton
| 4. April Scorecard | Hamilton | Neuseeland 333-8 (50)           | – | Niederlande 218 (42.3) |
|                    |          | Neuseeland gewinnt mit 115 Runs |   |                        |

Neuseeland gewann den Münzwurf und entschied sich als Schlagmannschaft zu beginnen. Der neuseeländische Eröffnungs-Batter Martin Guptill konnte mit dem dritten Schlagmann Will Young eine Partnerschaft über 203 Runs ausbauen. Nachdem Guptill nach einem Century über 106 Runs aus 123 Bällen ausgeschieden war, konnte Ross Taylor an der Seite von Young 14 Runs erreichen. Daraufhin verlor auch Young nach einem Century über 120 Runs aus 112 Bällen sein Wicket. Von den verbliebenen Battern konnten Doug Bracewell mit 22 Runs und Kapitän Tom Latham mit 23 Runs die meisten Runs zur Vorgabe von 334 Runs für die Niederlande beitragen. Vier Bowler der Niederlande erzielten jeweils 2 Wickets: Clayton Floyd (für 41 Runs), Aryan Dutt (für 49 Runs), Logan van Beek (für 58 Runs) und Fred Klaassen (für 62 Runs). Für die Niederlande konnten die Eröffnungs-Batter Stephan Myburgh und Max O’Dowd eine Partnerschaft über 81 Runs erzielen. Myburgh schied nach einem Fifty über 64 Runs aus und kurz darauf fiel auch das Wicket von O’Dowd nach 16 Runs. Für sie kam Vikramjit Singh und Bas de Leede auf das Feld und konnten 25 bzw. 21 Runs erreichen. Michael Rippon fügte noch 24 Runs hinzu und Logan van Beek 32 Runs, was jedoch nicht dazu reichte die Vorgabe der Neuseeländer einzuholen. Bester neuseeländischer Bowler war Matt Henry mit 4 Wickets für 36 Runs. Als Spieler des Spiels wurde Will Young ausgezeichnet.

## Auszeichnungen

### Player of the Series
Als Player of the Series wurden der folgende Spieler ausgezeichnet.
| Serie   | Player of the Series |
| ------- | -------------------- |
| ODI     | Will Young           |
| Tweny20 | –                    |

### Player of the Match
Als Player of the Match wurden die folgenden Spieler ausgezeichnet.
| Spiel       | Player of the Match |
| ----------- | ------------------- |
| 1. ODI      | Will Young          |
| 2. ODI      | Tom Latham          |
| 3. ODI      | Will Young          |
| 1. Twenty20 | –                   |